# 冲鷹 (空母)

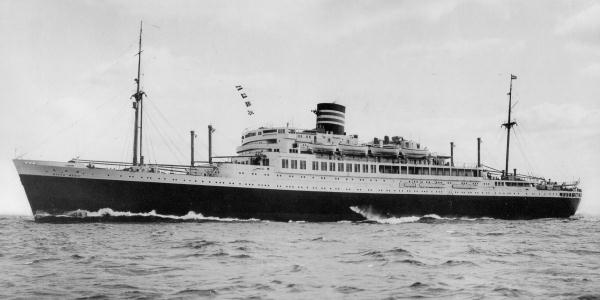
空母改装前の新田丸（1940年）

冲鷹（ちゅうよう）は、大日本帝国海軍の航空母艦。
「冲」は高く昇って到達するの意があり、鷹が大空高く昇っていく様を意味する。

## 概要
軍艦冲鷹は、大鷹型航空母艦の三番艦である。
1940年（昭和15年）3月に三菱重工業長崎造船所で竣工後、貨客船として太平洋航路で運航されていた日本郵船の新田丸級貨客船1番船新田丸（にったまる）を、1941年（昭和16年）9月に日本海軍が徴用。運送船として使用後、太平洋戦争開戦後に空母へ改造した艦艇である。
1942年（昭和17年）中旬より呉海軍工廠で空母改造に着手。同年8月20日の軍艦籍編入および艦艇類別等級表への類別時に、新田丸から冲鷹に改名された。
新田丸級貨客船としては1番船-新田丸、2番船-八幡丸、3番船-春日丸だったが、大鷹型航空母艦としては1番艦-大鷹（春日丸）、2番艦-雲鷹（八幡丸）、3番艦-冲鷹（新田丸）となった。
大鷹型航空母艦は小型で速力も20-22ノット程度しか発揮できず、機動部隊同士の戦闘には参加せず航空機輸送任務に従事した。
同年11月、冲鷹は空母として竣工。翌月より、ただちに航空機輸送任務に投入された。最初の任務は、日本陸軍航空隊の九九式双発軽爆撃機だった。
1943年（昭和18年）の大鷹型3隻（冲鷹、雲鷹、大鷹）は、航空機輸送任務に奔走する。4月上旬には三式戦闘機を海上輸送した。同年12月4日、日本本土へ帰投中の冲鷹は、八丈島沖合でアメリカ海軍潜水艦セイルフィッシュの魚雷攻撃により撃沈された。

## 歴史

### 建造前
冲鷹の前身である新田丸は、昭和初期に好況を博していた欧州航路の老齢船を置き換える目的で、またイタリアの貨客船コンテ・ヴェルデ (Conte Verde) やドイツの新型貨客船3隻（シャルンホルスト、グナイゼナウ、ポツダム）に対抗しつつ1940年（昭和15年）開催予定の東京オリンピックを見込んで、日本郵船が建造した豪華客船新田丸級三姉妹船の第1船である。
新田丸級三姉妹船（新田丸、八幡丸、春日丸）は、日本郵船を象徴する客船であり、日本郵船株式会社のイニシャルNYKに因んで、それぞれNittamaru, Yawatamaru, Kasugamaruと命名されている。本船の場合は、新田義貞にちなむ新田神社に由来する。
新田丸は三菱重工業長崎造船所で建造され、1938年（昭和13年）5月9日起工。
1939年（昭和14年）5月20日、進水。1940年（昭和15年）3月23日に竣工。建造費用は優秀船舶建造助成施設による補助を受けていた。
建造時、新田丸級貨客船は純国産豪華貨客船と宣伝されていた。いわゆる国策型優秀船の先駆である
天洋丸、浅間丸、氷川丸といったそれまでの客船が西洋式の船内装飾だったのに対し、新田丸は中村順平（大阪商船の天津航路用だった長城丸の船内装飾を担当）、村野藤吾、山下寿郎、松田軍平ら建築家、公室や客室は三菱重工業長崎造船所の装飾設計陣、特別室は川島甚兵衞と髙島屋が担当した新日本様式だった。
一等ラウンジは六歌仙をエッチングで描き出し、それを松田権六による蒔絵で囲んでいた。前部エントラス・ホールは国産の天然木材をクリアラッカーで仕上げ、アルマイト板に尾長鶏が描かれていた。一等食堂のサイドボードは尾形光琳の紅白梅屏風を模した蒔絵が扉となり、開けるとスクリーンが現れた。これらの装飾は航空母艦の改造時に廃棄された。
進水から半年も経たないうちに第二次世界大戦が勃発して欧州航路は中止され、新田丸級三姉妹船は太平洋航路に就役することになった。
1940年（昭和15年）3月23日、竣工。長崎から神戸港に移動し、4月3日より神戸から横浜までの試乗航海を実施する。
4月10日、久邇宮大妃、梨本宮、同妃閑院若宮妃、賀陽宮恒憲王など皇族多数の台臨を仰いだ。
5月18日、ホノルル経由でサンフランシスコへむかうべく、横浜港を出発した。
既述のように第二次世界大戦の影響でサンフランシスコ航路に就航したが、日米関係の悪化に伴い航路は休止される。1941年（昭和16年）6月の時点で、海軍側は「新田丸」の空母改造を要望していた。空母改造は規定路線だったが、日米交渉使節団輸送のため改装工事着手は延期された。
8月4日、日本郵船は「新田丸」と「氷川丸」の出港を中止した。同月、近衛文麿内閣総理大臣や吉田善吾（海軍側首席随員）は「新田丸」に乗船、最上型巡洋艦4隻に護衛され、ハワイ諸島オアフ島の真珠湾に入港する計画がたてられた。近衛首相はフランクリン・ルーズベルト大統領と会談する予定だったという。だが、近衛とルーズベルトの会談は実現しなかった。9月12日、「新田丸」は日本海軍に徴用された。
10月中旬以降、日米兩政府は貨客船3隻を北米航路に投入することで同意、「新田丸」はバンクーバーとシアトルに寄港する予定だった。だが「新田丸」のシアトル行きは中止され、「氷川丸」に置き換えられた。

### 新田丸
太平洋戦争開戦当初、「新田丸」は運送艦として用いられた。
1941年（昭和16年）12月中旬、ウェーク島の戦い終結後の日本軍守備隊を増強するため、上海海軍特別陸戦隊（長光少佐、海兵55期）をウェーク島（大鳥島）へ輸送することになった。
「新田丸」は上海市を出発、横須賀とロンゲラップ島を経由して、1942年（昭和17年）1月12日ウェーク島に到着した。第六十五警備部隊が新編され、ウェーク島守備部隊となった。
帰路の「新田丸」は、米兵捕虜約1,000-1,200名をウェーク島から本土へ輸送した。この捕虜輸送任務にあたり、豊田副武呉鎮守府長官は「必要ならば武力を行使して良い」と指示していた。斎藤利夫大尉以下の警戒隊は58名しかおらず、船内で幾度か小競り合いが起きた。1月18日、横浜港に到着した。この様子がニュース映像として残っている。なお報告を受けた軍令部部員のＫ中佐は斎藤大尉を厳しく叱責し、船内取締規約を破ったとみなされた捕虜5名の処刑を命じた。「新田丸」は米兵捕虜を上海に輸送したが、その際に捕虜5名が処刑され、遺体は米国旗に包まれて水葬に伏された。
その後も、「新田丸」は兵員輸送任務に投入された。4月18日のドーリットル空襲時には、横浜および横須賀に所在。5月1日、解傭される。6月9日、呉に向けて横須賀を出発した。

### 冲鷹

#### 1942年
1942年（昭和17年）6月21日、「新田丸」を特設航空母艦に改造するよう、艤装工事の指令が出される。
7月17日の時点で、空母改造工事は相当進捗していた。
8月、日本海軍は「新田丸」を買収する。一般には、8月10日より呉海軍工廠で航空母艦への改装に着手する。
8月20日、新田丸は冲鷹（チュウヨウ）へと改名した。
航空母艦に類別される。
改名と共に軍艦として類別されたため、本艦には先行2隻（春日丸＝大鷹 、八幡丸＝雲鷹）と異なり、特設航空母艦としての経歴は無い。同日付で海軍は、春日丸・橿原丸艤装員長等を歴任した石井芸江（石井藝江）大佐を、冲鷹艤装員長に任命する。
新田丸級三隻の中で最後の改造艦となった「冲鷹」は、姉妹艦の運用経験から、当初より飛行甲板を10m延長した。幅も先行2隻の23.5mから23.7mに増した。対空火器も12cm単装高角砲四基から12.7cm連装高角砲四基に変更、機銃も増強されている。一方で、日本海軍の空母用カタパルト開発失敗と低速力により、大鷹型の航空機運用能力はカタパルトを装備したアメリカ軍の軽空母や護衛空母のそれと比較して限定的なものとなる。結局、隼鷹型航空母艦をのぞく日本海軍の商船改造空母が最前線に投入される事はなかった。
1942年（昭和17年）11月20日、石井芸江大佐（冲鷹艤装員長）は冲鷹艦長（初代）に任命される。
11月25日、空母改装完了。同月付で横須賀鎮守府籍。さらに連合艦隊付属となり、航空機輸送任務に投入される事になった。
駆逐艦「山雲」（横須賀鎮守府警備駆逐艦）に護衛されて内海西部を出発、11月28日横須賀港に到着した。
航空機輸送任務に従事する空母にとって最大の敵は、日本近海にも進出していたアメリカ軍の潜水艦だった。
12月上旬、本艦は潜水母艦から空母に改造されたばかりの「龍鳳」（元大鯨）と共に、航空機輸送任務に従事する。12月4日、連合艦隊は空母2隻（龍鳳、冲鷹）及び護衛の駆逐艦「時津風」と駆逐艦「卯月」に対し、トラック島への進出を下令した。
輸送物件は、日本陸軍第六飛行師団（師団長板花義一陸軍中将）隷下の白城子教導飛行団が保有する九九式双発軽爆撃機だった。「冲鷹」は飛行第四十五戦隊の九九双軽23機を飛行甲板に露天繋止、戦隊長をふくむ隊員203名を乗船させた。「龍鳳」は九九双軽22機と飛行団長をふくむ133名を乗船させた。
ところが本艦で機関故障が発生し出港が遅れる見込みとなったため、「龍鳳」と「時津風」が先行して出発することになった。
12月11日、先行隊（龍鳳、時津風）は横須賀を出発する。12月12日午前10時前後、「龍鳳」は八丈島東160浬で米潜ドラムに雷撃され、右舷中部に魚雷1本が命中した。同艦は「時津風」や、横須賀から応援にかけつけた駆逐艦「旗風」等に護衛され、出撃したばかりの横須賀へ引き返している。
龍鳳隊より遅れて出港した冲鷹隊（冲鷹、卯月）は、サイパン北西で駆逐艦「朝雲」（第9駆逐隊）と駆逐艦「時雨」（第27駆逐隊）と合流、12月18日トラック泊地へ到着した。
横須賀への帰路と、翌年1月2日からのトラック再進出の際も、「朝雲」と「時雨」に護衛された。

#### 1943年
1943年（昭和18年）2月1日、冲鷹艦長は石井芸江大佐から加藤与四郎（加藤與四郎）大佐に交代する。
2月7日、「冲鷹」は駆逐艦3隻に護衛されて横須賀を出港、ラバウル方面航空機輸送任務に従事する。
12日、冲鷹隊はトラック着。冲鷹隊はカビエン、ラバウル方面への航空機輸送任務に従事する。2月20日、横須賀に戻った。大鷹型空母3隻は、引き続き航空機輸送任務に従事した。
4月上旬、「大鷹」とともに陸軍第十四飛行団第六十八戦隊（三式戦闘機）のトラックへの輸送に従事した。「冲鷹」と「大鷹」は4月4日に重巡洋艦「鳥海」と駆逐艦4隻に護衛されて横須賀を出発する。
4月8日夜、アメリカ潜水艦「タニー」が日本の空母3隻を発見した。距離800mの「大鷹」に対し艦尾発射管より魚雷4本を発射したが、早爆した。「大鷹」に魚雷命中と誤認した「タニー」は、今度は「冲鷹」に魚雷6本を発射するも、同じく早爆に終わった。10日、トラック泊地に到着して任務を終えた。
4月21日、「冲鷹」と「大鷹」は横須賀に戻った。
4月25日、「雲鷹」とともに横須賀を出発し、トラックへの航空機輸送に従事。
5月8日、「冲鷹」と「雲鷹」や戦艦「大和」、第五戦隊（妙高、羽黒）などはトラックを出発。5月13日に「大和」は呉に、「冲鷹」他は横須賀に入港した。
5月24日から再びトラックへの航空機輸送に従事した。6月5日、「冲鷹」と「雲鷹」は、駆逐艦3隻に護衛されて横須賀に帰投することになった。
6月5日にトラックを出発し、本土へ向かう。6月9日、横須賀に到着する。
6月16日、第三戦隊司令官栗田健男中将の指揮下、第三戦隊（金剛、榛名）、第七戦隊（熊野、鈴谷）、軽巡五十鈴（第十四戦隊）、空母3隻（龍鳳、雲鷹、冲鷹）、駆逐艦部隊は横須賀を出発する。
6月20日、暗号解読により待ち伏せていた米潜水艦スピアーフィッシュが空母（個艦不明）に対し魚雷4本を発射するが、速力を見誤っていたので命中しなかった。6月21日、栗田部隊はトラック泊地に到着した。便乗していた航空隊関係者は、同地で別の輸送船に移乗した。その後、一旦内地に戻る。
「冲鷹」は7月10日に翔鶴型航空母艦などとともに内海西部を出発し、7月15日にトラックに着いた。この時「冲鷹」は五五二空や八〇二空関係の輸送に従事した。また、「冲鷹」にはマーシャル諸島やソロモン諸島派遣予定の陸軍部隊や重火器も積載されていた。7月15日、暗号解読や僚艦からの通報により、複数のアメリカ軍潜水艦がトラック諸島近海で小沢機動部隊を待ち伏せていた。潜水艦「ティノサ」は距離3500mで魚雷4本を発射するが回避され、小沢部隊は被害なくトラック泊地に到着した。任務を終えた本艦は内地に戻る。
9月7日、空母2隻（大鷹、冲鷹）は、駆逐艦3隻に護衛されて横須賀を出発する。11日、トラック泊地に到着した。
9月21日、駆逐艦「島風」に護衛された空母2隻（冲鷹、大鷹）はトラック泊地を出発した。
24日、艦隊は先頭より島風-冲鷹-大鷹という単縦陣を形成し、速力20ノットで航行していた。悪天候の中、父島の北東200浬で、輸送艦隊は敵潜に襲撃される。午前7時前後、暗号解読により日本艦隊を捕捉したアメリカ軍潜水艦「カブリラ」が魚雷6本を発射する。「大鷹」の右舷に3本〜5本が命中したが、起爆した魚雷は艦尾への1本のみで、沈没には至らなかった。
しかし、機関部と舵を破壊されて航行不能となった。爆雷攻撃をおこなった「島風」は『敵潜撃沈』を報告しているがカブリラは沈んでおらず、またカブリラも日本側の反撃と悪天候により目標を見失った。「大鷹」の曳航を、「冲鷹」が担当する。午後2時すぎに曳航準備を完了、姉妹艦を速力8-11ノット程で曳航し、横須賀へ向かった。また応援の駆逐艦部隊とも合同し、共同で空母2隻を護衛した。26日16時30分、大鷹曳航部隊は横須賀に到着した。
9月27日、冲鷹艦長は加藤与四郎大佐から大倉留三郎大佐（前職、潜水母艦迅鯨艦長）に交代する。

#### 沈没
1943年（昭和18年）11月上旬のろ号作戦（ブーゲンビル島沖航空戦）で日本海軍の母艦航空隊は大幅に消耗し、補充のため第一航空戦隊所属の小型空母「瑞鳳」がトラック泊地より横須賀に帰投する。11月16日、空母3隻（瑞鳳、冲鷹、雲鷹）は駆逐艦複数隻に護衛されて横須賀を出発、21日トラック泊地に到着した。
11月30日、瑞鳳艦長服部勝二大佐指揮下の艦隊は、空母瑞鳳（艦長服部勝二大佐、海兵44期）、空母冲鷹（艦長大倉留三郎大佐、海兵43期）、空母雲鷹（艦長関郁乎大佐、海兵43期）、重巡洋艦摩耶（艦長加藤与四郎大佐、海兵43期。前職は、冲鷹2代目艦長）、駆逐艦部隊（第7駆逐隊、浦風）という戦力でトラックを出港し、日本へ向かった。
各空母にはソロモン・ニューギニアからの人員・機材が搭載されており、民間人を含む多数の便乗者も乗艦していた。さらに駆逐艦「山雲」の攻撃で撃沈されたアメリカ軍潜水艦「スカルピン」の捕虜41名が、内地の捕虜収容所へ送られるため空母に分乗していた。また重巡「摩耶」は11月5日のラバウル空襲で大破しており、本格的な修理を行うため本土回航を命じられていた。
その頃、トラック港湾部長が護衛艦隊司令部に発信した暗号を解読したアメリカ軍は、複数の潜水艦に輸送船団の襲撃を命じる。潜水艦「スケート」と「ガンネル」による襲撃は失敗した。
12月3日深夜、瑞鳳隊は八丈島東方海面（約360km）を航行していた。荒天のため、各艦は互いの位置すら掴めていなかったという。一方、船団を追跡していたアメリカ潜水艦「セイルフィッシュ」は、悪天候の最中にレーダーで目標を探知した。当時の瑞鳳隊は、摩耶 - 瑞鳳 - 冲鷹 - 雲鷹の単縦陣だったという。
日本側記録12月3日午後11時10分（アメリカ軍記録12月4日午前零時12分）、八丈島の東方海域でセイルフィッシュは4本の魚雷を発射して命中音2本を確認した。これに対し「冲鷹」は北緯32度30分 東経143度40分 / 北緯32.500度 東経143.667度地点で、前部に魚雷1本が命中したと発信する。瑞鳳以下他艦艇は、被雷した「冲鷹」と、警戒役の駆逐艦「浦風」を残して内地へ向かった。セイルフィッシュは落伍艦を追跡し、浮上すると5時50分（日本時間4時50分）に魚雷3本を発射、命中2本を記録しているが、実際の命中は1本であった。機関室への命中により、多数の死傷者を出す。セイルフィッシュは「冲鷹」の左舷1500mを通過すると、潜航して9時40分（日本時間8時40分）に後部魚雷発射管から魚雷3本を発射。2回の命中音と破壊音を確認した。第三撃を受ける直前、駆逐艦「曙」が接近してきたという証言もある。第三撃は艦橋付近に命中。セイルフィッシュは爆雷攻撃により深深度潜航を余儀なくされ、目標の沈没を目撃しなかった。
夜明け前、「瑞鳳」は指揮下艦艇に沖鷹曳航と護衛命令を出していたが、「冲鷹」は姉妹艦の到着を待たず、魚雷合計3本の命中により沈没。随伴していた「浦風」の報告によれば北緯32度30分 東経144度0分 / 北緯32.500度 東経144.000度の地点で午前8時47分に沈没した。アメリカ軍によれば 北緯32度37分 東経143度39分 / 北緯32.617度 東経143.650度の地点で沈没。強風と波浪のため駆逐艦から内火艇や短艇を海面におろすことが出来ず、救助作業は難航した。「浦風」は冲鷹副長以下約130名を救助、続いて到着した駆逐艦「漣」が運用長以下約30名を救助した。他の乗組員・便乗者は総員戦死。冲鷹便乗中の第一航空戦隊の熟練整備員や機械工員も多数が戦死したため、海軍航空隊の整備や修理能力にも影響を与えた。またスカルピンの捕虜21名も、救助されたのは1名であった。
12月4日、瑞鳳隊は横須賀に到着した。12月9日、軍令部において瑞鳳・摩耶・雲鷹・第7駆逐隊司令、高松宮宣仁親王（海軍大佐、軍令部部員、昭和天皇弟宮）等関係者があつまり、護衛および対潜水艦に関する研究をおこなう。日本海軍の潜水艦では襲撃できない悪天候下での雷撃であったことから、（一）水中聴音発射、（二）電探（レーダー）発射、（三）聴音魚雷の可能性が指摘された。
1944年（昭和19年）2月5日、大鷹型航空母艦、帝国軍艦籍より除籍された。

## 年表
- 1938年（昭和13年）5月9日 - 貨客船新田丸として起工。
- 1939年（昭和14年） 5月20日 - 進水。
- 1940年（昭和15年） 3月23日 - 竣工。
- 1941年（昭和16年）
  - 9月5日 - 新田丸級貨客船3番船春日丸、特設航空母艦春日丸として竣工、春日丸級航空母艦1番艦となる。
  - 9月12日 - 日本海軍に徴傭される。
- 1942年（昭和17年）
  - 8月10日 - 空母への改装開始[86]。
  - 8月20日 - 新田丸から冲鷹へ改名、軍艦籍に加入。
  - 11月25日 - 空母への改装完了、横須賀鎮守府籍[86]。
  - 12月11日 - 龍鳳、時津風、卯月と出撃予定だったが、冲鷹の機関部故障のため出港延期[注釈 30]。
  - 12月12日 - 卯月と横須賀発[86]。12月18日、トラック着[86]。
  - 12月21日 - 時雨、朝雲とトラック発[86]。12月26日横須賀着[104]。
- 1943年（昭和18年）
  - 1月2日 - 朝雲および時雨と横須賀発[206]。1月8日[86]、トラック着[207]。
  - 1月10日 - 村雨（第四水雷戦隊旗艦、第2駆逐隊）および浦波（第19駆逐隊）[208]とラバウル方面経由[104]。艦爆16、艦戦24を搭載。1月12日、駆逐艦秋風（第34駆逐隊）と合同し基地人員・物件を移載[209]。
  - 1月13日 - カビエン北方で航空機発艦、14日トラック帰着[210]。燃料補給後横須賀回航[86]、20日着[211]。
  - 2月7日 - 横須賀発、ラバウル方面輸送[104]。12日トラック着[86]。
  - 2月15日 - トラック発[104]。20日横須賀着[104][119]。
  - 2月28日 - 横須賀発[86]。3月5日トラック着[130]。
  - 3月8日 - トラック発[86]。3月13日横須賀着[130]。
  - 4月4日 - 大鷹等とともに横須賀発[130][212]。4月10日、トラック着[213]。
  - 4月16日 - 大鷹・時雨・有明とトラック発[214]。21日横須賀着[130]。
  - 4月25日 - 雲鷹[130]や軽巡那珂（第十四戦隊、司令官伊藤賢三少将）等と横須賀発[215]、4月30日トラック着[216]。
  - 5月8日 - 雲鷹および戦艦大和等とトラック発[217]、5月13日横須賀着[130]。
  - 5月24日 - 雲鷹と横須賀発[86]、5月29日トラック着[130]。
  - 6月5日 - 雲鷹とトラック発[86]、6月9日横須賀着[130]。
  - 6月16日 - 第三戦隊や水上機母艦日進等と横須賀発[86]。21日トラック着[140]。
  - 6月28日 - 雲鷹とトラック発[86]、7月2日横須賀着[130]。
  - 7月10日 - 小沢機動部隊と合流し、内地出発[86]。7月15日トラック着[130]。
  - 7月19日 - トラック発[86]。7月24日横須賀着[130]。
  - 9月7日 - 大鷹と横須賀発[151]、9月11日、トラック着[86]。
  - 9月24日 - 大鷹・島風と横須賀回航中、米潜カブリラから雷撃されて大鷹が大破、冲鷹が大鷹を曳航し[218]、応援艦艇と共に26日横須賀着[86]。
  - 10月4日 - 島風および白露[219]と横須賀発[注釈 31]、10月9日トラック着[220]。
  - 10月15日 - トラック発[86]。
  - 10月18日 - サイパン島北方で米潜フライングフィッシュが魚雷6本を発射、1本命中を報告するも冲鷹に被害なし[221]。20日、横須賀帰投[86]。
  - 10月27日 - 横須賀出発[86]。10月31日[218]もしくは11月1日、トラック着[86]。
  - 11月5日 - トラック発[86]。10日、横須賀着[86]。
  - 11月16日 - 瑞鳳・雲鷹等と横須賀発[86]。11月21日トラック着[222]。
  - 11月30日 - 瑞鳳・雲鷹・摩耶・浦風等とトラック発[197]。
  - 12月3日 - 米潜セイルフィッシュの雷撃で大破[197]。
  - 12月4日 - セイルフィッシュの再度の雷撃により沈没[86]。生存者を浦風と漣が救助[197]。
- 1944年（昭和19年）
  - 2月5日 - 除籍[86]。

## 艦長
艤装員長
1. 石井芸江 大佐：1942年8月20日[88] - 1942年11月20日[92]

艦長
1. 石井芸江 大佐：1942年11月20日[92] - 1943年12月1日[116]
2. 加藤与四郎 大佐：1943年2月1日[116] - 1943年9月27日[167]
3. 大倉留三郎 大佐：1943年9月27日[167] - 12月4日戦死（海軍少将に進級）[199][223]

## 同型艦
- 大鷹
- 雲鷹
- 神鷹
- 海鷹